# Undine (film 1912)
Undine è un cortometraggio muto del 1912 diretto da Lucius Henderson.
Nel settembre del 1912 uscirono, quasi in contemporanea, due film che portavano sullo schermo la fiaba omonima di Friedrich de la Motte Fouqué: Undine e Neptune's Daughter di Theodore Wharton, interpretato da Martha Russell.

## Produzione
Il film fu prodotto dalla Thanhouser Film Corporation e venne girato a New Rochelle, nello stato di New York.

## Distribuzione
Distribuito dalla Film Supply Company, il film uscì nelle sale cinematografiche USA il 24 settembre 1912.